# Ross River (Yukon)
Ross River ist ein Ort im kanadischen Yukon, der am Zusammenfluss von Ross River und Pelly River, bzw. an der Canol Road liegt. 
2006 hatte er 313 Einwohner, davon gehörten 270 der Ross River First Nation an.
Er ist über den Robert Campbell Highway und den Ross River Airport erreichbar, der Flüge nach Whitehorse und Watson Lake bietet.
Im Ort befindet sich der Ross River Dena Council, der den Stamm der Ross River First Nation vertritt. Diese gehören zu den Kaska, die auch in Watson Lake und in einigen Orten im nördlichen British Columbia leben. Die Zahl der anerkannten Stammesmitglieder wird insgesamt mit 484 angegeben (Januar 2009).

## Geschichte
Am Zusammenfluss von Ross und Pelly River befand sich über mehrere Jahrtausende ein immer wieder genutztes Sommerlager der Kaska.
1901 errichtete Tom Smith einen Handelsposten, den er Smiths Landing nannte. Im folgenden Winter verbrachten 15 Indianerfamilien den Winter in der Nähe. 1903 entstand jedoch auf dem gegenüberliegenden Südufer des Pelly ein Konkurrenzposten, bei dem sich vor allem Kaska ansiedelten. Doch auch andere, nomadische Gruppen aus dem Gebiet des Mackenzie River banden den Posten an das nördliche Handelsnetz an. Um 1914 versammelten sich im Sommer bis zu tausend Indianer um die beiden Handelsposten, doch die Spanische Grippe, dezimierte ihre Zahl und sie verließen die Region. 
Straßenbauten im Zusammenhang mit dem Zweiten Weltkrieg, vor allem der Alaska Highway und die Canol Road mit der zugehörigen Pipeline brachten kurzfristig mehrere Tausend Straßenbauarbeiter in die Region. Doch von 1946 bis 1958 wurde die Canol Road wieder geschlossen. Der Verfall der Pelzpreise um 1950 führte zudem dazu, dass die Handelsposten geschlossen wurden. 1952 wurde Ross River zu einem Stammesdorf (band village) erklärt. Hier verblieb der letzte Handelsposten. Da sich durch den Straßenbau der ökonomische Mittelpunkt auf die Südseite des Pelly verlagert hatte, übte die Regierung Druck aus, um die Indianer dorthin umzusiedeln. Diese gaben Mitte der 60er Jahre ihr altes Dorf auf und zogen nach Ross River.
Die Minen von Faro brachten erneut zahlreiche Arbeiter in die Region. Die Bewohner von Ross River, Arthur John, Jack Ladue, Robert und Joe Etzel, hatten Al Kulan zum Vangorda Creek geführt, wo er seinen ersten Claim erwarb. Doch profitierte die First Nation nicht von dem Boom, den sein Unternehmen in der Region auslöste.
Erst 1975 erhielt der Ort eine Radioempfangsmöglichkeit, 1979 eine für den Fernsehempfang.
2003 schlossen sich die Ross River Dena mit sechs anderen First Nations zur Alaska Highway Pipeline Group zusammen, um den Gefährdungen aus dem Pipeline-Projekt der USA zu begegnen. Schon in den Jahren zuvor hatten sie sich gegen nicht mit ihnen abgesprochene Nutzungen ihres traditionellen Gebiets gewandt, wie Holzeinschlag. Trotz Anerkennung als „Indianerstamm“ (band) lehnte es der Oberste Gerichtshof 2002 ab, ihnen ein Reservat zuzugestehen.